# Motiv (årsag)
 For alternative betydninger, se Motiv. (Se også artikler, som begynder med Motiv)
Et motiv eller bevæggrund som årsag, er et individs begrundelse for at udføre bestemte handlinger. Motiverede handlinger opfattes som intentionelle i modsætning til kausale hændelser, der ligger uden for den enkeltes kontrol. En videnskabelig afklaring af motiver er næppe mulig, uden at der a priori er foretaget en analyse af menneskets natur.

## Filosofien om motiver
De klassiske filosoffer Platon og Aristoteles tilstræbte begge en etisk begrundelse for menneskets handlinger. Forudsætningen for at gennemføre en handling er et valg mellem forskellige midler til at opnå et bestemt mål. Aristoteles argumenterer imod eksistensen af en fri vilje, idet menneskets handlinger er bundet til begivenheder. . Selv når mennesket handler i overensstemmelse med det gode er det underkastet en skæbne. Aristoteles' nøglebegreb phronesis sammenfatter de dyder, der er nødvendige for det gode liv.
Den religiøse determinisme afviser ligeledes et subjekt, der handler på grundlag af fri vilje, men tilbyder en alternativ frihed gennem syndsforladelsen.
Med humanismen udvikledes forskellige filosofiske retninger, der betonede menneskets evne til at handle på baggrund af valg mellem alternativer. Max Weber fandt fire idealtyper for handlen, der hver for sig kan henføres til et grundmotiv. De fire grundmotiver er: 
- tradition, især indgroede vaner og skikke
- affektion, dvs. følelsesbestemte motiver
- etiske motiver
- målrationelle motiver, dvs. kalkuler over, hvorledes individet bedst opnår et ønsket resultat.[3]

## Sociologien om motiver
Berger og Luckmann forudsatte – inspireret af Max Weber - at motiver for handling foregik i et samspil mellem menneske og samfund. Mennesket er kulturbundet og internaliserer forudsætninger for at handle, men motiver for at gennemføre konkrete handlinger er menneskeskabte.
Over for disse argumenter hævdede utilitarismen, at mennesket handler ud fra en vurdering af egennytten. Også Talcott Parsons tillagde menneskets frie valg en væsentlig betydning for motivering af handlinger. Efter murens fald dominerede voluntarismen forskningen, men de senere år er der opblusset en fornyet interesse for deterministiske forklaringer.

## Juraen om motiver
I juraen er et motiv snævert defineret som en gerningsmands bevæggrunde for at begå kriminalitet. I en dokumentar om syv danske drabssager - De 7 drab – i foråret 2010, henfører TV2 årsagerne til at begå drab til 7 grundmotiver:
- Begær, hævn, jalousi, profit, spænding, fanatisme og udstødelse.[5]

Disse 7 motiver er beslægtede med de syv dødssynder. Øvrige motiver, der indgør i kriminologien er frygt og fejltagelse. I de fleste krimier har en eller flere mistænkte et motiv, der kan henføres til et eller flere af de nævnte motiver.